# 豬仔餅

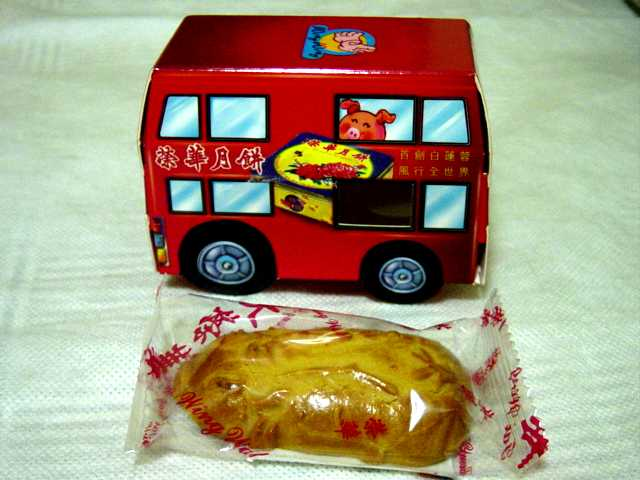
香港包裝好的豬仔餅

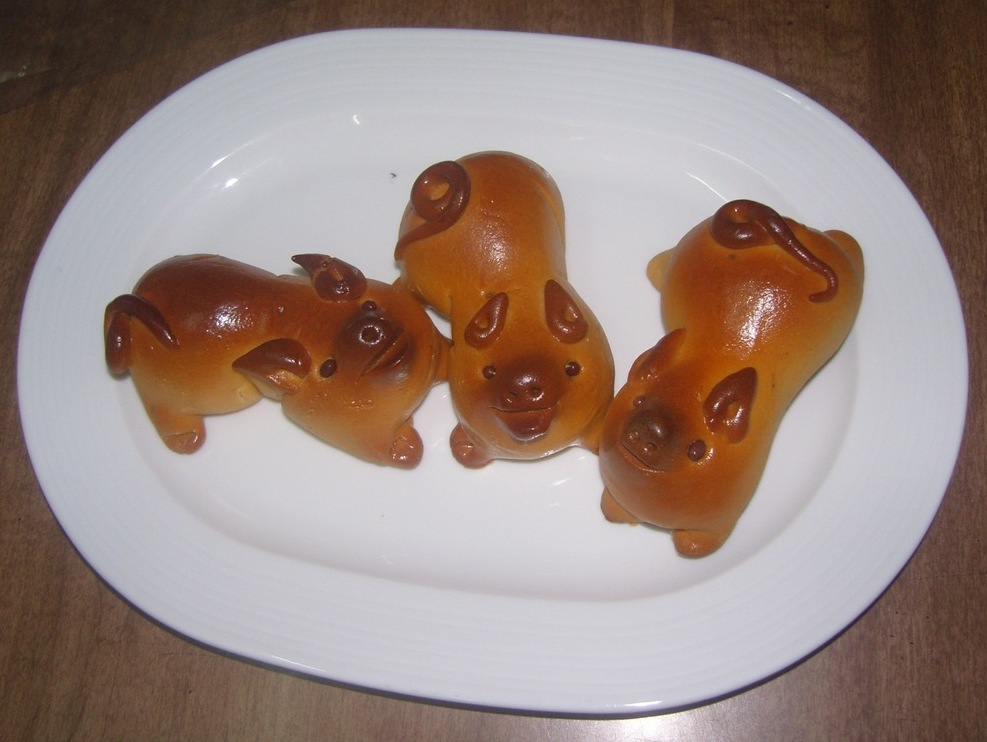
越南豬仔餅

豬仔餅又稱豬籠餅是廣東、越南人在中秋節時送給長者或小朋友的傳統食品。因為做成小豬的形狀而得名。在馬來西亞華人社群也流行這個習俗。

## 由來
過去，製餅的商家在烤月餅前，必須先測試烤爐的溫度，以使得月餅的餅皮能夠鬆脆適中，於是製餅師傅會先將不包餡的麵團，放入烤爐中烘烤，做為烤月餅前的試驗，這種實驗用的餅，便是豬仔餅的由來了。
早期商家會將豬仔餅放入竹籠內，當作贈品，供進門選購月餅的客人攜回。因為從前人們送禮必須成雙，送月餅時就會附上豬仔餅。